# Abel Pacheco
Abel Pacheco de la Espriella (San José, 22 de dezembro de 1933) é um médico psiquiatra e político costa-riquenho, presidente de seu país entre 2002 e 2006, pelo Partido da Unidade Social-Cristã.
Foi diretor durante muitos anos do Hospital Nacional Psiquiátrico. Foi deputado pelo Partido de la Unidad Social Cristiana durante 1998 e 2002. Sendo deputado venceu a convenção de seu partido e posteriormente depois de duas rodadas eleitorais (pela primeira vez, em mais de sessenta anos na Costa Rica), ganhou as eleições nacionais.
Durante muitos anos, foi muito popular entre a população devido a um programa televisivo, chamado "Comentários com o Dr. Abel Pacheco".